# 教文館
株式会社教文館（きょうぶんかん、英語: Kyobunkwan Inc.）は、日本の東京都中央区銀座4丁目に所在する出版社・書店。

## 概要
1885年（明治18年）創業の老舗。2025年現在銀座通りと松屋通りに面する場所に社屋を構える。2011年（平成23年）12月時点では、銀座で路面店として営業している唯一の書店である。
書店業としては、売場面積は狭いながらも、各階ごとに個性ある売場を展開しているのが特徴である。
プロテスタントを基盤とする企業で、文書伝道を目的とする一面も持つ。創立時はメソジスト系であったが、1933年（昭和8年）の株式会社化によって外国宣教団体から独立し、現在は特定の教派には属していない。
主要株主である公益財団法人日本キリスト教文化協会は、日本キリスト教協議会の加盟団体である。

## 沿革
- 1885年（明治18年）9月9日 - 日本美以教会（メソジスト監督教会）の年会で創業が決議される。当時の所在地は横浜の山手222番地。
- 1889年（明治22年） - 東京の築地に事務所を移転。出版・小売・印刷を手がける。
- 1891年（明治24年） - 竹川町（現在の銀座7丁目）に店舗を移転。以降、銀座3丁目8番地、銀座4丁目2番地、同3番地へと順次移転。
- 1896年（明治29年） - それまでの社名は「美以教会雑書会社」「メソヂスト出版舎」などに代わり、初めて「教文館」の屋号を用いる。
- 1906年（明治39年） - 現・所在地（当時は銀座4丁目1番地、現在の4丁目5番1号）に移転。
- 1913年（大正02年） - キリスト教出版社の日本基督教興文協会設立。
- 1923年（大正12年） - 関東大震災で建物が焼失。
- 1926年（大正15年/昭和元年） - 教文館と日本基督教興文協会が合併。
- 1933年（昭和08年） - 現在の建物（教文館ビル）が完成。株式会社として登記。
- 1944年（昭和19年） - 戦時下統制により、出版部は他のキリスト教出版社と共に新教出版社に統合。
- 1948年（昭和23年） - 事業再開。
- 1964年（昭和39年） - 教文館卸部発足。
- 1966年（昭和41年） - 仙台支店開店（1971年（昭和46年）まで。現・仙台キリスト教書店）。
- 1967年（昭和42年） - 教文館卸部を母体として、出版取次の日本キリスト教書販売株式会社（日キ販）が創立。
- 1969年（昭和44年） - 横浜支店開店（1971年（昭和46年）まで。現・横浜キリスト教書店）。
- 1996年（平成08年） - 4階に「エインカレム」創設。
- 1999年（平成11年） - 8階に「ナルニア国」創設。
- 2004年（平成16年） - 「ナルニア国」と新刊コーナーを統合し、6階に「子どもの本のみせ ナルニア国」開店。聖書館ビル6階に「CAFE きょうぶんかん」開店。
- 2006年（平成18年） - 「CAFE きょうぶんかん」が4階へ移転。
- 2022年（令和04年） - 「子どもの本のみせ ナルニア国」が9階へ移転。

## 関連する人物
- 長尾半平（初代社長（1933年（昭和8年） - 1936年（昭和11年））
- 田川大吉郎（第2代社長（1936年（昭和11年） - 1944年（昭和19年））
- 瀬川寿郎（第3代社長（1944年（昭和19年） - 1949年（昭和24年））
- 藤川卓郎（第4代社長（1949年（昭和24年） - 1954年（昭和29年））
- 北村徳太郎（会長（1954年（昭和29年） - 1956年（昭和31年）？）
- 武藤富男（第5代社長（1956年（昭和31年） - 1961年（昭和36年）、会長）
- 松野左武郎（第6代社長（1963年（昭和38年） - 1965年（昭和40年））
- 鵜飼香吉（第7代社長（1965年（昭和40年） - 1971年（昭和46年））
- 中村義治（第8代社長（1971年（昭和46年） - 2004年（平成16年））
- 宮原守男（会長（1989年（昭和64年/平成元年） - 2021年（令和3年））
- 松居直（取締役、元福音館書店会長）
- サミュエル・ウェンライト（宣教師、日本基督教興文協会主幹）
- 村岡花子（編集者、『花子とアン』の主人公のモデル）

## 教文館ビル
教文館ビルは、地上9階・地下2階の鉄骨鉄筋コンクリート構造で、アントニン・レーモンドの設計により1933年（昭和8年）12月15日に竣工した。
アール・デコ様式の建築で、完成当時は銀座通り側に塔屋があり、銀座界隈で目立つ建物であったという。当時の様式を窺わせる意匠の内装は、現在もエレベーターホールの壁面装飾などに残る。
松屋通り側の入り口中央にある回転扉は、現存する中では銀座で最古のものとされる。
ビル完成当初は、1階と地階にレストラン「富士アイス」が店を構えていた。
日本医師会会長を務めた武見太郎は教文館ビル内に自らの診療所を設置していた。
日本聖書協会が所有し松屋通りと銀座ガス通りに面する「聖書館ビル」と「教文館ビル」は松屋通り側入り口および各階のエレベーターフロアを共有する共同ビルである。

### ビル各階フロア構成
| 階  | フロア概要                                                           |
| --- | -------------------------------------------------------------------- |
| 9階 | 子どもの本のみせ ナルニア国（児童書売場、イベントホール）            |
| 7階 | 出版部ほか                                                           |
| 4階 | エインカレム（キリスト教グッズ売場、ギャラリー） CAFE きょうぶんかん |
| 3階 | キリスト教書部・洋書部（キリスト教書・洋書売場）                     |
| 2階 | 和書部（一般書売場）                                                 |
| 1階 | 和書部（雑誌売場）                                                   |

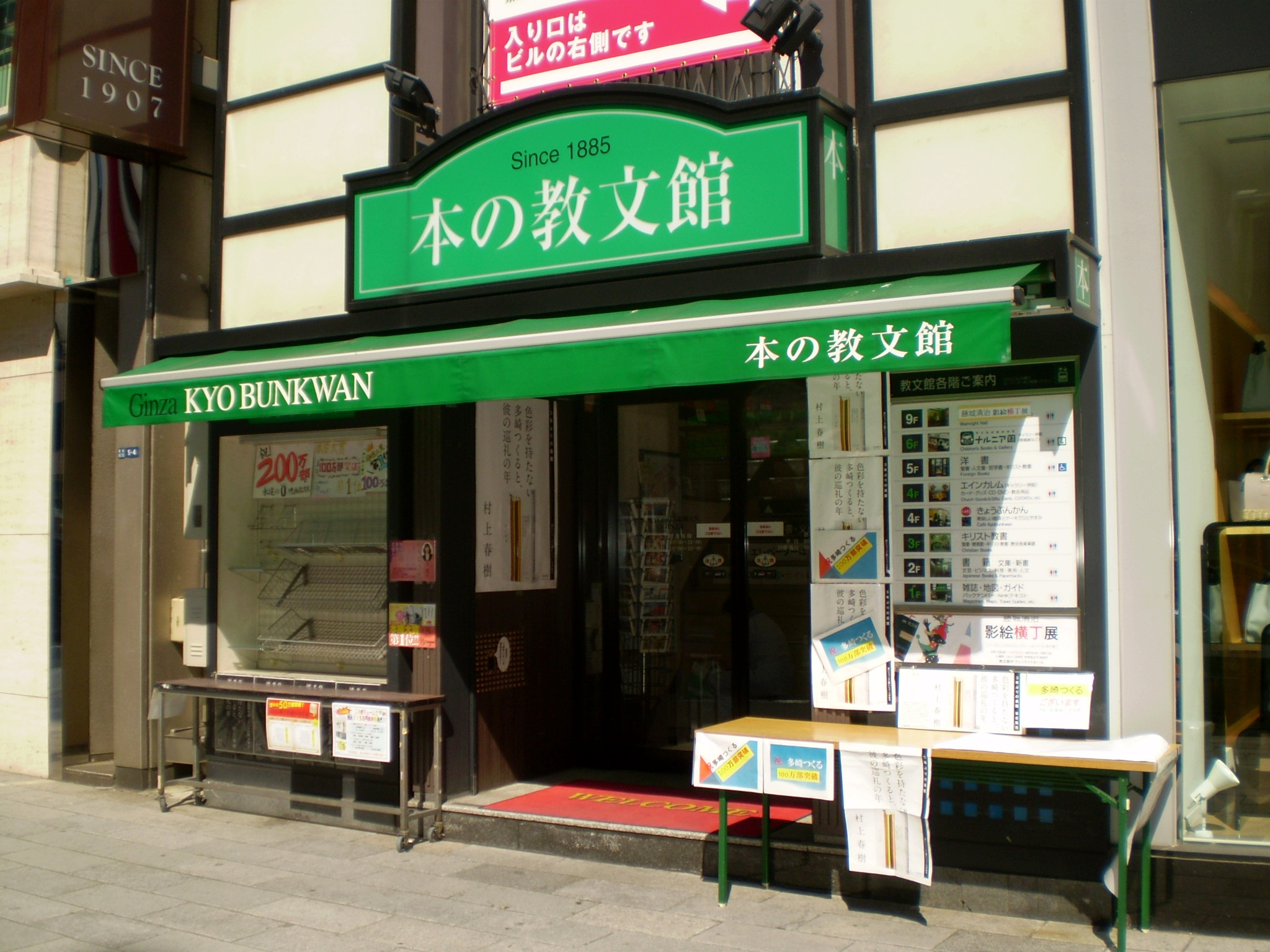
1階：和書部入口

1階と2階では一般書籍を販売している。各種雑誌のバックナンバーの在庫が豊富なことでも知られる。
3階ではキリスト教書を販売している。キリスト教書専門店としては日本国内最大級の売場面積で、プロテスタントのみならずカトリック・正教に至るまで、あらゆる教派の書籍を扱っている。2015年（平成27年）1月から洋書部が移転し、外国語訳聖書・キリスト教・西洋古典関係の書籍を主に取り扱っている。
4階の「エインカレム」では、カード・カレンダー・CDなどのキリスト教雑貨、典礼用品、教会学校用品、冠婚葬祭用品を販売。美術関係の催事が行われるギャラリーも併設。隣接する「CAFE きょうぶんかん」では挽きたてのコーヒー、紅茶、洋菓子などを提供している。
9階の「子どもの本のみせ ナルニア国」は児童書の専門店で、ロングセラーから新刊書まで約15,000冊を取り揃えている。